# Zvěstování (Škréta)

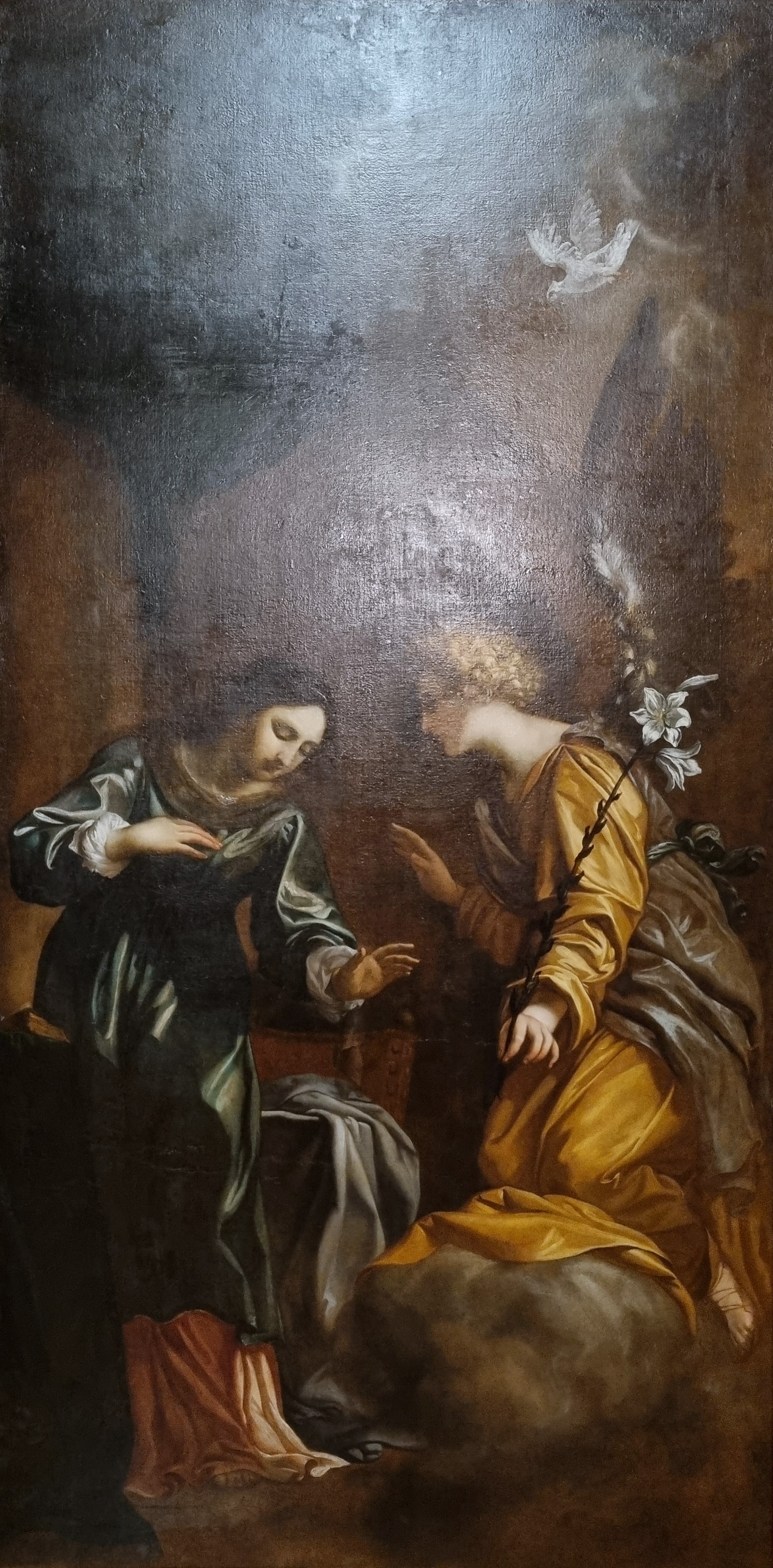
Zvěstování Panně Marii

Zvěstování Páně je obraz od českého barokního malíře Karla Škréty ze 70. let 17. století v Národní galerii v  Praze.

## Historie
Podnikatel a mecenáš Jindřich Waldes oltářní obraz zakoupil roku 1918 v Praze od obchodníka, majitele aukční síně a sběratele Rudolfa Ryšavého za 23 000 korun.  Dílo restauroval Pavel Bergner krátce před smrtí roku 1918. Dědicové olej na plátně o rozměrech 227 x 115 cm darovali Národní galerii v Praze po restituci roku 2005 a před bezvýslednými jednáními o prodeji celé kolekce obrazů ze svého dědictví. Obraz podruhé restaurovala ak. mal. Zora Grohmannová v ateliéru Národní galerie roku 2001, kdy odstranila pozdější přemalby. Po té byl vystaven, naposledy v expozici NG na zámku Duchcov. Jaromír Neumann zařadil tuto verzi Škrétova Zvěstování kolem či těsně po roce 1670, původně jako součást oltáře rodiny Reismannovy. Starší a zdařilejší kompozici Zvěstování, s obráceně situovanými a živěji gestikulujícími postavami, provedl Karel Škréta pro jezuitský kostel sv. Ignáce v Jičíně, které je datováno do poloviny 60. let 17. století.
Waldes toto dílo považoval za stěžejní příklad malby českého baroka a za důležitou součást své sbírky, ačkoliv jeho skutečnou barevnost před posledním restaurováním neznal. Naopak lze litovat, že Waldes do své sbírky nezakoupil druhý Škrétův obraz, sv. Kajetána, z nabídky Weinertovy galerie.

## Popis díla

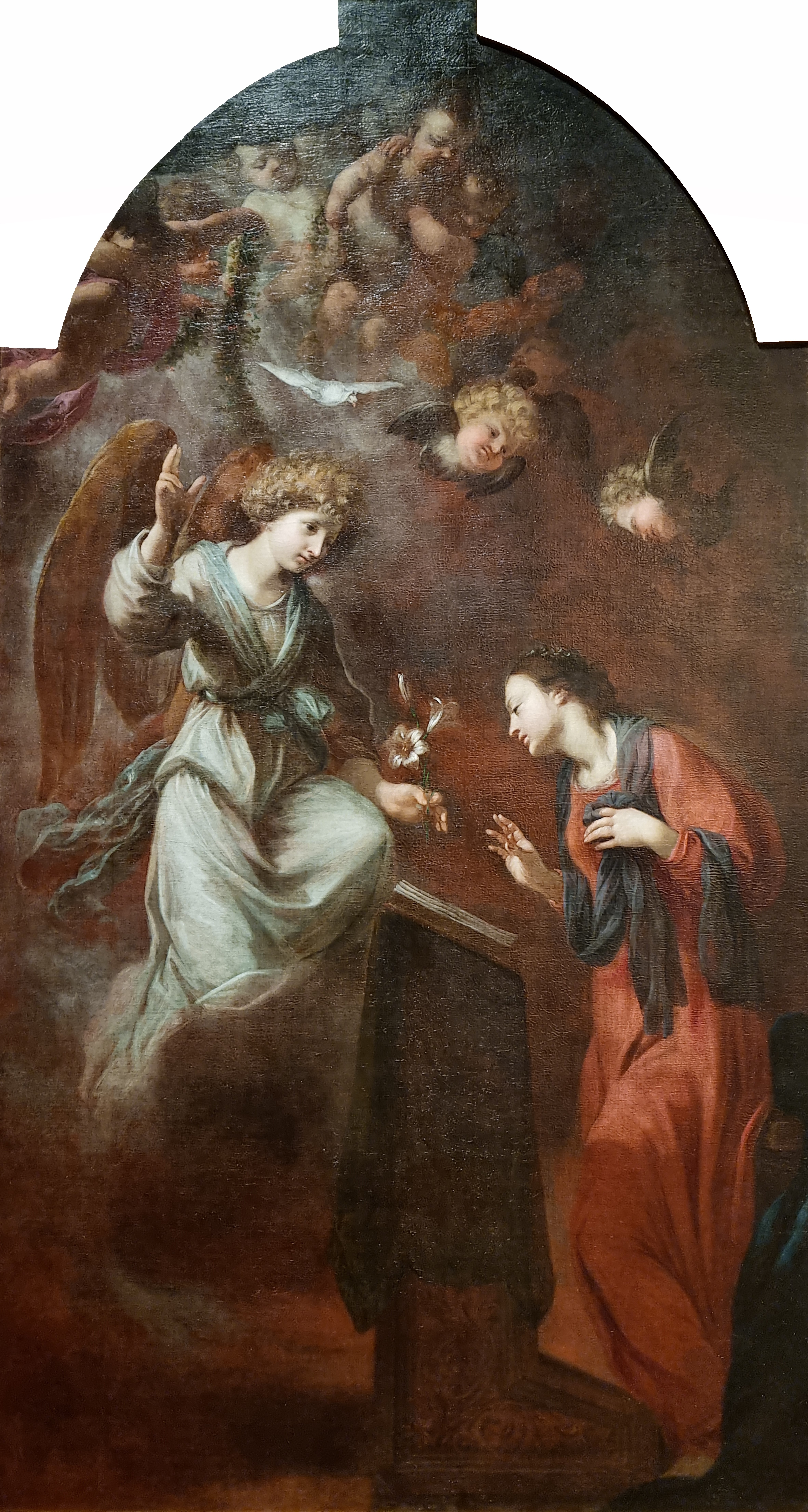
Jičínské Zvěstování (kol. 1665), detail

Jisté souvislosti s inspirací Škrétovou je dílo boloňské malířské školy Francesca Albaniho v bartolomějském chrámu v Bologni z roku 1633. Toto dílo při své studijní cestě Itálii znal, neboť bylo známo již od svého vzniku jako "Zvěstování s krásným andělem - L´Annunciazone del bell´Angelo". Typika tváře Škrétova andělského jinocha je  Albaniho vzoru velmi blízká, na rozdíl od tváře Marie, která je transpozicí renierovskou. Starší variantou Waldesova obrazu je oltářní obraz z Týnského chrámu v Praze, na němž je znatelná bližší souvislost Albaniho vlivu pozdně barokní estetiky italského neoklasicismu. Možný vliv byl spatřován v inspiraci pozdní rudolfínskou malbou Zvěstování od Hanse von Aachena, které bylo součástí chrámu sv. Salvátora na Josefově a které je nyní rovněž ve sbírce Národní galerie. Další, v modelaci poněkud měkčí varianta tématu je na oltáři chrámu sv. Jindřicha na Novém Městě pražském, podle Jaromíra Neumanna se hlásí k tvorbě Karla Škréty mladšího.